# Naurissaari (ö i Kajanaland, Kajana)
Naurissaari är en ö i Finland. Den ligger i Ule träsk och i kommunen Paldamo i den ekonomiska regionen  Kajana ekonomiska region  och landskapet Kajanaland, i den centrala delen av landet, 500 km norr om huvudstaden Helsingfors. Öns area är 3 hektar och dess största längd är 240 meter i nord-sydlig riktning.